# Фре
Фре (фр. Frais) је насељено место у Француској у региону Франш-Конте, у департману Територија Белфор.
По подацима из 2011. године у општини је живело 246 становника, а густина насељености је износила 87,54 становника/km².

## Демографија
| 1962. | 1968. | 1975. | 1982. | 1990. | 2011. |
| ----- | ----- | ----- | ----- | ----- | ----- |
| 83    | 85    | 92    | 152   | 205   | 246   |